# Semaine internationale Coppi et Bartali 2017
La 32e édition de la Semaine internationale Coppi et Bartali a lieu du 23 au 26 mars 2017. La course fait partie du calendrier UCI Europe Tour 2017 en catégorie 2.1. C'est également la cinquième épreuve de la Coupe d'Italie de cyclisme sur route 2017.
Initialement troisième de la course, l'Espagnol Jaime Rosón a été déclassé par la suite pour dopage.

## Présentation

### Équipes
Classée en catégorie 2.1 de l'UCI Europe Tour, la Semaine internationale Coppi et Bartali est par conséquent ouverte aux WorldTeams dans la limite de 50 % des équipes participantes, aux équipes continentales professionnelles, aux équipes continentales et aux équipes nationales.
| WorldTeams (3)- Cannondale-Drapac - Dimension Data - Sky Équipes continentales professionnelles (9)- Androni Giocattoli - Bardiani CSF - Caja Rural-Seguros RGA - CCC Sprandi Polkowice - Direct Énergie - Fortuneo-Vital Concept - Gazprom-RusVelo - Nippo-Vini Fantini - Wilier Triestina-Selle Italia Équipes continentales (12)- Amore & Vita-Selle SMP-Fondriest - Bicicletas Strongman - D'Amico-Utensilnord - GM Europa Ovini - Kolss - Lokosphinx - Minsk Cycling Club - Sangemini-MG.Kvis - Synergy Baku Project - Tirol - Unieuro Trevigiani-Hemus 1896 - Wiggins Équipe nationale- Italie |
| |

## Étapes
| Étape       | Date    | Villes étapes                   | type                         | Distance (km) | Vainqueur d'étape     | Leader du classement général |
| ----------- | ------- | ------------------------------- | ---------------------------- | ------------- | --------------------- | ---------------------------- |
| 1re a étape | 23 mars | Gatteo – Gatteo                 | étape vallonnée              | 97,8          | Laurent Pichon        | Laurent Pichon               |
| 1re b étape | 23 mars | Gatteo a Mare – Gatteo          | contre-la-montre par équipes | 13,3          | CCC Sprandi Polkowice | Lilian Calmejane             |
| 2e étape    | 24 mars | Riccione – Sogliano al Rubicone | étape vallonnée              | 130           | Toms Skujiņš          | Toms Skujiņš                 |
| 3e étape    | 25 mars | Crevalcore – Crevalcore         | étape de plaine              | 171,4         | Thomas Boudat         | Toms Skujiņš                 |
| 4e étape    | 26 mars | Fiorano Modenese – Sassuolo     | étape vallonnée              | 160           | Lilian Calmejane      | Lilian Calmejane             |

## Déroulement de la course

### 1reétapesecteur a
| \| Classement de l'étape \| Classement de l'étape \| Classement de l'étape \| Classement de l'étape \| Classement de l'étape \| \| Coureur \| Coureur \| Pays \| Équipe \| Temps \| \| --------------------- \| --------------------- \| --------------------- \| --------------------------- \| --------------------- \| \| 1er \| Laurent Pichon \| France \| Fortuneo-Vital Concept \| 2 h 08 min 34 s \| \| 2e \| Lilian Calmejane \| France \| Direct Énergie \| + 0 s \| \| 3e \| Elia Viviani \| Italie \| Team Sky \| + 19 s \| \| 4e \| Matteo Malucelli \| Italie \| Androni-Sidermec-Bottecchia \| + 19 s \| \| 5e \| Marco Canola \| Italie \| Nippo-Vini Fantini \| + 19 s \| \| 6e \| František Sisr \| Tchéquie \| CCC Sprandi Polkowice \| + 19 s \| \| 7e \| Ryan Gibbons \| Afrique du Sud \| Dimension Data \| + 19 s \| \| 8e \| Filippo Fortin \| Italie \| Tirol Cycling Team \| + 19 s \| \| 9e \| Armindo Fonseca \| France \| Fortuneo-Vital Concept \| + 19 s \| \| 10e \| Toms Skujiņš \| Lettonie \| Cannondale-Drapac \| + 19 s \| |                  |                |                             |                 |
| |                  |                |                             |                 |
| Source : ProCyclingStats |                  |                |                             |                 |
| Classement de l'étape |                  |                |                             |                 |
| Coureur | Coureur          | Pays           | Équipe                      | Temps           |
| 1er | Laurent Pichon   | France         | Fortuneo-Vital Concept      | 2 h 08 min 34 s |
| 2e | Lilian Calmejane | France         | Direct Énergie              | + 0 s           |
| 3e | Elia Viviani     | Italie         | Team Sky                    | + 19 s          |
| 4e | Matteo Malucelli | Italie         | Androni-Sidermec-Bottecchia | + 19 s          |
| 5e | Marco Canola     | Italie         | Nippo-Vini Fantini          | + 19 s          |
| 6e | František Sisr   | Tchéquie       | CCC Sprandi Polkowice       | + 19 s          |
| 7e | Ryan Gibbons     | Afrique du Sud | Dimension Data              | + 19 s          |
| 8e | Filippo Fortin   | Italie         | Tirol Cycling Team          | + 19 s          |
| 9e | Armindo Fonseca  | France         | Fortuneo-Vital Concept      | + 19 s          |
| 10e | Toms Skujiņš     | Lettonie       | Cannondale-Drapac           | + 19 s          |

| \| Classement général \| Classement général \| Classement général \| Classement général \| Classement général \| \| Coureur \| Coureur \| Pays \| Équipe \| Temps \| \| ------------------ \| ------------------ \| ------------------ \| --------------------------- \| ------------------ \| \| 1er \| Laurent Pichon \| France \| Fortuneo-Vital Concept \| 2 h 08 min 28 s \| \| 2e \| Lilian Calmejane \| France \| Direct Énergie \| + 2 s \| \| 3e \| Elia Viviani \| Italie \| Team Sky \| + 23 s \| \| 4e \| Matteo Malucelli \| Italie \| Androni-Sidermec-Bottecchia \| + 25 s \| \| 5e \| Marco Canola \| Italie \| Nippo-Vini Fantini \| + 25 s \| \| 6e \| František Sisr \| Tchéquie \| CCC Sprandi Polkowice \| + 25 s \| \| 7e \| Ryan Gibbons \| Afrique du Sud \| Dimension Data \| + 25 s \| \| 8e \| Filippo Fortin \| Italie \| Tirol Cycling Team \| + 25 s \| \| 9e \| Armindo Fonseca \| France \| Fortuneo-Vital Concept \| + 25 s \| \| 10e \| Toms Skujiņš \| Lettonie \| Cannondale-Drapac \| + 25 s \| |                  |                |                             |                 |
| |                  |                |                             |                 |
| Source : ProCyclingStats |                  |                |                             |                 |
| Classement général |                  |                |                             |                 |
| Coureur | Coureur          | Pays           | Équipe                      | Temps           |
| 1er | Laurent Pichon   | France         | Fortuneo-Vital Concept      | 2 h 08 min 28 s |
| 2e | Lilian Calmejane | France         | Direct Énergie              | + 2 s           |
| 3e | Elia Viviani     | Italie         | Team Sky                    | + 23 s          |
| 4e | Matteo Malucelli | Italie         | Androni-Sidermec-Bottecchia | + 25 s          |
| 5e | Marco Canola     | Italie         | Nippo-Vini Fantini          | + 25 s          |
| 6e | František Sisr   | Tchéquie       | CCC Sprandi Polkowice       | + 25 s          |
| 7e | Ryan Gibbons     | Afrique du Sud | Dimension Data              | + 25 s          |
| 8e | Filippo Fortin   | Italie         | Tirol Cycling Team          | + 25 s          |
| 9e | Armindo Fonseca  | France         | Fortuneo-Vital Concept      | + 25 s          |
| 10e | Toms Skujiņš     | Lettonie       | Cannondale-Drapac           | + 25 s          |

### 1reétapesecteur b
| \| Classement de l'étape \| Classement de l'étape \| Classement de l'étape \| Classement de l'étape \| Classement de l'étape \| Classement de l'étape \| \| Équipe \| Équipe \| Pays \| Temps \| Écart de temps \| Vitesse moy. \| \| --------------------- \| --------------------- \| --------------------- \| --------------------- \| --------------------- \| --------------------- \| \| 1re \| CCC Sprandi Polkowice \| Pologne \| 14 min 57 s \| 14 min 57 s \| 53.378 km/h \| \| 2e \| Sky \| Royaume-Uni \| 14 min 59 s \| + 2 s \| 53.259 km/h \| \| 3e \| Direct Énergie \| France \| 15 min 10 s \| + 13 s \| 52.615 km/h \| \| 4e \| Dimension Data \| Afrique du Sud \| 15 min 12 s \| + 15 s \| 52.500 km/h \| \| 5e \| Androni Giocattoli \| Italie \| 15 min 14 s \| + 17 s \| 52.385 km/h \| \| 6e \| Cannondale-Drapac \| États-Unis \| 15 min 14 s \| + 17 s \| 52.385 km/h \| \| 7e \| CCC Sprandi Polkowice \| Pologne \| 15 min 20 s \| + 23 s \| 52.043 km/h \| \| 8e \| Sangemini-MG.Kvis \| Italie \| 15 min 25 s \| + 28 s \| 51.762 km/h \| \| 9e \| Androni Giocattoli \| Italie \| 15 min 26 s \| + 29 s \| 51.706 km/h \| \| 10e \| Lokosphinx \| Russie \| 15 min 26 s \| + 29 s \| 51.706 km/h \| |                       |                |             |                |              |
| |                       |                |             |                |              |
| Source : ProCyclingStats |                       |                |             |                |              |
| Classement de l'étape |                       |                |             |                |              |
| Équipe | Équipe                | Pays           | Temps       | Écart de temps | Vitesse moy. |
| 1re | CCC Sprandi Polkowice | Pologne        | 14 min 57 s | 14 min 57 s    | 53.378 km/h  |
| 2e | Sky                   | Royaume-Uni    | 14 min 59 s | + 2 s          | 53.259 km/h  |
| 3e | Direct Énergie        | France         | 15 min 10 s | + 13 s         | 52.615 km/h  |
| 4e | Dimension Data        | Afrique du Sud | 15 min 12 s | + 15 s         | 52.500 km/h  |
| 5e | Androni Giocattoli    | Italie         | 15 min 14 s | + 17 s         | 52.385 km/h  |
| 6e | Cannondale-Drapac     | États-Unis     | 15 min 14 s | + 17 s         | 52.385 km/h  |
| 7e | CCC Sprandi Polkowice | Pologne        | 15 min 20 s | + 23 s         | 52.043 km/h  |
| 8e | Sangemini-MG.Kvis     | Italie         | 15 min 25 s | + 28 s         | 51.762 km/h  |
| 9e | Androni Giocattoli    | Italie         | 15 min 26 s | + 29 s         | 51.706 km/h  |
| 10e | Lokosphinx            | Russie         | 15 min 26 s | + 29 s         | 51.706 km/h  |

| \| Classement général \| Classement général \| Classement général \| Classement général \| Classement général \| \| Coureur \| Coureur \| Pays \| Équipe \| Temps \| \| ------------------ \| ------------------ \| ------------------ \| ---------------------- \| ------------------ \| \| 1er \| Lilian Calmejane \| France \| Direct Énergie \| 2 h 23 min 40 s \| \| 2e \| Elia Viviani \| Italie \| Team Sky \| + 10 s \| \| 3e \| Adrian Kurek \| Pologne \| CCC Sprandi Polkowice \| + 10 s \| \| 4e \| Jan Tratnik \| Slovénie \| CCC Sprandi Polkowice \| + 10 s \| \| 5e \| Tao Geoghegan Hart \| Royaume-Uni \| Team Sky \| + 12 s \| \| 6e \| Ian Boswell \| États-Unis \| Team Sky \| + 12 s \| \| 7e \| Laurent Pichon \| France \| Fortuneo-Vital Concept \| + 19 s \| \| 8e \| Romain Sicard \| France \| Direct Énergie \| + 23 s \| \| 9e \| Ryan Gibbons \| Afrique du Sud \| Dimension Data \| + 25 s \| \| 10e \| Omar Fraile \| Espagne \| Dimension Data \| + 25 s \| |                    |                |                        |                 |
| |                    |                |                        |                 |
| Source : ProCyclingStats |                    |                |                        |                 |
| Classement général |                    |                |                        |                 |
| Coureur | Coureur            | Pays           | Équipe                 | Temps           |
| 1er | Lilian Calmejane   | France         | Direct Énergie         | 2 h 23 min 40 s |
| 2e | Elia Viviani       | Italie         | Team Sky               | + 10 s          |
| 3e | Adrian Kurek       | Pologne        | CCC Sprandi Polkowice  | + 10 s          |
| 4e | Jan Tratnik        | Slovénie       | CCC Sprandi Polkowice  | + 10 s          |
| 5e | Tao Geoghegan Hart | Royaume-Uni    | Team Sky               | + 12 s          |
| 6e | Ian Boswell        | États-Unis     | Team Sky               | + 12 s          |
| 7e | Laurent Pichon     | France         | Fortuneo-Vital Concept | + 19 s          |
| 8e | Romain Sicard      | France         | Direct Énergie         | + 23 s          |
| 9e | Ryan Gibbons       | Afrique du Sud | Dimension Data         | + 25 s          |
| 10e | Omar Fraile        | Espagne        | Dimension Data         | + 25 s          |

### 2eétape
| \| Classement de l'étape \| Classement de l'étape \| Classement de l'étape \| Classement de l'étape \| Classement de l'étape \| \| Coureur \| Coureur \| Pays \| Équipe \| Temps \| \| --------------------- \| --------------------- \| --------------------- \| -------------------------------- \| --------------------- \| \| 1er \| Toms Skujiņš \| Lettonie \| Cannondale-Drapac \| 3 h 31 min 26 s \| \| 2e \| Arnold Jeannesson \| France \| Fortuneo-Vital Concept \| + 7 s \| \| 3e \| Matteo Busato \| Italie \| Wilier Triestina-Selle Italia \| + 7 s \| \| 4e \| Jaime Rosón \| Espagne \| Caja Rural-Seguros RGA \| + 7 s \| \| 5e \| Eduardo Sepúlveda \| Argentine \| Fortuneo-Vital Concept \| + 7 s \| \| 6e \| Egan Bernal \| Colombie \| Androni-Sidermec-Bottecchia \| + 7 s \| \| 7e \| Kirill Pozdnyakov \| Azerbaijan \| Synergy Baku Cycling Project \| + 7 s \| \| 8e \| Danilo Celano \| Italie \| Amore & Vita-Selle SMP-Fondriest \| + 7 s \| \| 9e \| Rodolfo Torres \| Colombie \| Androni-Sidermec-Bottecchia \| + 14 s \| \| 10e \| Mauro Finetto \| Italie \| Italie \| + 26 s \| |                   |            |                                  |                 |
| |                   |            |                                  |                 |
| Source : ProCyclingStats |                   |            |                                  |                 |
| Classement de l'étape |                   |            |                                  |                 |
| Coureur | Coureur           | Pays       | Équipe                           | Temps           |
| 1er | Toms Skujiņš      | Lettonie   | Cannondale-Drapac                | 3 h 31 min 26 s |
| 2e | Arnold Jeannesson | France     | Fortuneo-Vital Concept           | + 7 s           |
| 3e | Matteo Busato     | Italie     | Wilier Triestina-Selle Italia    | + 7 s           |
| 4e | Jaime Rosón       | Espagne    | Caja Rural-Seguros RGA           | + 7 s           |
| 5e | Eduardo Sepúlveda | Argentine  | Fortuneo-Vital Concept           | + 7 s           |
| 6e | Egan Bernal       | Colombie   | Androni-Sidermec-Bottecchia      | + 7 s           |
| 7e | Kirill Pozdnyakov | Azerbaijan | Synergy Baku Cycling Project     | + 7 s           |
| 8e | Danilo Celano     | Italie     | Amore & Vita-Selle SMP-Fondriest | + 7 s           |
| 9e | Rodolfo Torres    | Colombie   | Androni-Sidermec-Bottecchia      | + 14 s          |
| 10e | Mauro Finetto     | Italie     | Italie                           | + 26 s          |

| \| Classement général \| Classement général \| Classement général \| Classement général \| Classement général \| \| Coureur \| Coureur \| Pays \| Équipe \| Temps \| \| ------------------ \| ------------------ \| ------------------ \| --------------------------- \| ------------------ \| \| 1er \| Toms Skujiņš \| Lettonie \| Cannondale-Drapac \| 5 h 55 min 23 s \| \| 2e \| Lilian Calmejane \| France \| Direct Énergie \| + 16 s \| \| 3e \| Egan Bernal \| Colombie \| Androni-Sidermec-Bottecchia \| + 17 s \| \| 4e \| Rodolfo Torres \| Colombie \| Androni-Sidermec-Bottecchia \| + 24 s \| \| 5e \| Jaime Rosón \| Espagne \| Caja Rural-Seguros RGA \| + 37 s \| \| 6e \| Arnold Jeannesson \| France \| Fortuneo-Vital Concept \| + 52 s \| \| 7e \| Marco Canola \| Italie \| Nippo-Vini Fantini \| + 55 s \| \| 8e \| Mauro Finetto \| Italie \| Italie \| + 1 min 03 s \| \| 9e \| Manuel Senni \| Italie \| Italie \| + 1 min 10 s \| \| 10e \| Ian Boswell \| États-Unis \| Team Sky \| + 1 min 10 s \| |                   |            |                             |                 |
| |                   |            |                             |                 |
| Source : ProCyclingStats |                   |            |                             |                 |
| Classement général |                   |            |                             |                 |
| Coureur | Coureur           | Pays       | Équipe                      | Temps           |
| 1er | Toms Skujiņš      | Lettonie   | Cannondale-Drapac           | 5 h 55 min 23 s |
| 2e | Lilian Calmejane  | France     | Direct Énergie              | + 16 s          |
| 3e | Egan Bernal       | Colombie   | Androni-Sidermec-Bottecchia | + 17 s          |
| 4e | Rodolfo Torres    | Colombie   | Androni-Sidermec-Bottecchia | + 24 s          |
| 5e | Jaime Rosón       | Espagne    | Caja Rural-Seguros RGA      | + 37 s          |
| 6e | Arnold Jeannesson | France     | Fortuneo-Vital Concept      | + 52 s          |
| 7e | Marco Canola      | Italie     | Nippo-Vini Fantini          | + 55 s          |
| 8e | Mauro Finetto     | Italie     | Italie                      | + 1 min 03 s    |
| 9e | Manuel Senni      | Italie     | Italie                      | + 1 min 10 s    |
| 10e | Ian Boswell       | États-Unis | Team Sky                    | + 1 min 10 s    |

### 3eétape
| \| Classement de l'étape \| Classement de l'étape \| Classement de l'étape \| Classement de l'étape \| Classement de l'étape \| \| Coureur \| Coureur \| Pays \| Équipe \| Temps \| \| --------------------- \| --------------------- \| --------------------- \| ---------------------- \| --------------------- \| \| 1er \| Thomas Boudat \| France \| Direct Énergie \| 3 h 57 min 50 s \| \| 2e \| Alan Banaszek \| Pologne \| CCC Sprandi Polkowice \| + 0 s \| \| 3e \| William Clarke \| Australie \| Cannondale-Drapac \| + 0 s \| \| 4e \| Armindo Fonseca \| France \| Fortuneo-Vital Concept \| + 0 s \| \| 5e \| Toms Skujiņš \| Lettonie \| Cannondale-Drapac \| + 0 s \| \| 6e \| Maxime Bouet \| France \| Fortuneo-Vital Concept \| + 0 s \| \| 7e \| Stanislau Bazhkou \| Biélorussie \| Minsk Cycling Club \| + 0 s \| \| 8e \| Justin Oien \| États-Unis \| Caja Rural-Seguros RGA \| + 0 s \| \| 9e \| Niccolò Salvietti \| Italie \| Sangemini-MG.Kvis \| + 0 s \| \| 10e \| Lilian Calmejane \| France \| Direct Énergie \| + 0 s \| |                   |             |                        |                 |
| |                   |             |                        |                 |
| Source : ProCyclingStats |                   |             |                        |                 |
| Classement de l'étape |                   |             |                        |                 |
| Coureur | Coureur           | Pays        | Équipe                 | Temps           |
| 1er | Thomas Boudat     | France      | Direct Énergie         | 3 h 57 min 50 s |
| 2e | Alan Banaszek     | Pologne     | CCC Sprandi Polkowice  | + 0 s           |
| 3e | William Clarke    | Australie   | Cannondale-Drapac      | + 0 s           |
| 4e | Armindo Fonseca   | France      | Fortuneo-Vital Concept | + 0 s           |
| 5e | Toms Skujiņš      | Lettonie    | Cannondale-Drapac      | + 0 s           |
| 6e | Maxime Bouet      | France      | Fortuneo-Vital Concept | + 0 s           |
| 7e | Stanislau Bazhkou | Biélorussie | Minsk Cycling Club     | + 0 s           |
| 8e | Justin Oien       | États-Unis  | Caja Rural-Seguros RGA | + 0 s           |
| 9e | Niccolò Salvietti | Italie      | Sangemini-MG.Kvis      | + 0 s           |
| 10e | Lilian Calmejane  | France      | Direct Énergie         | + 0 s           |

| \| Classement général \| Classement général \| Classement général \| Classement général \| Classement général \| \| Coureur \| Coureur \| Pays \| Équipe \| Temps \| \| ------------------ \| ------------------ \| ------------------ \| --------------------------- \| ------------------ \| \| 1er \| Toms Skujiņš \| Lettonie \| Cannondale-Drapac \| 9 h 53 min 13 s \| \| 2e \| Lilian Calmejane \| France \| Direct Énergie \| + 16 s \| \| 3e \| Jaime Rosón \| Espagne \| Caja Rural-Seguros RGA \| + 37 s \| \| 4e \| Egan Bernal \| Colombie \| Androni-Sidermec-Bottecchia \| + 54 s \| \| 5e \| Rodolfo Torres \| Colombie \| Androni-Sidermec-Bottecchia \| + 1 min 01 s \| \| 6e \| Ian Boswell \| États-Unis \| Team Sky \| + 1 min 10 s \| \| 7e \| Romain Sicard \| France \| Direct Énergie \| + 1 min 21 s \| \| 8e \| Marco Canola \| Italie \| Nippo-Vini Fantini \| + 1 min 32 s \| \| 9e \| Florian Vachon \| France \| Fortuneo-Vital Concept \| + 1 min 39 s \| \| 10e \| Merhawi Kudus \| Érythrée \| Dimension Data \| + 2 min 00 s \| |                  |            |                             |                 |
| |                  |            |                             |                 |
| Source : ProCyclingStats |                  |            |                             |                 |
| Classement général |                  |            |                             |                 |
| Coureur | Coureur          | Pays       | Équipe                      | Temps           |
| 1er | Toms Skujiņš     | Lettonie   | Cannondale-Drapac           | 9 h 53 min 13 s |
| 2e | Lilian Calmejane | France     | Direct Énergie              | + 16 s          |
| 3e | Jaime Rosón      | Espagne    | Caja Rural-Seguros RGA      | + 37 s          |
| 4e | Egan Bernal      | Colombie   | Androni-Sidermec-Bottecchia | + 54 s          |
| 5e | Rodolfo Torres   | Colombie   | Androni-Sidermec-Bottecchia | + 1 min 01 s    |
| 6e | Ian Boswell      | États-Unis | Team Sky                    | + 1 min 10 s    |
| 7e | Romain Sicard    | France     | Direct Énergie              | + 1 min 21 s    |
| 8e | Marco Canola     | Italie     | Nippo-Vini Fantini          | + 1 min 32 s    |
| 9e | Florian Vachon   | France     | Fortuneo-Vital Concept      | + 1 min 39 s    |
| 10e | Merhawi Kudus    | Érythrée   | Dimension Data              | + 2 min 00 s    |

### 4eétape
| \| Classement de l'étape \| Classement de l'étape \| Classement de l'étape \| Classement de l'étape \| Classement de l'étape \| \| Coureur \| Coureur \| Pays \| Équipe \| Temps \| \| --------------------- \| --------------------- \| --------------------- \| ----------------------------- \| --------------------- \| \| 1er \| Lilian Calmejane \| France \| Direct Énergie \| 3 h 44 min 32 s \| \| 2e \| Rodolfo Torres \| Colombie \| Androni-Sidermec-Bottecchia \| + 0 s \| \| 3e \| Florian Vachon \| France \| Fortuneo-Vital Concept \| + 0 s \| \| 4e \| Matteo Busato \| Italie \| Wilier Triestina-Selle Italia \| + 0 s \| \| 5e \| Nicola Gaffurini \| Italie \| Sangemini-MG.Kvis \| + 0 s \| \| 6e \| Jaime Rosón \| Espagne \| Caja Rural-Seguros RGA \| + 0 s \| \| 7e \| Kirill Pozdnyakov \| Azerbaijan \| Synergy Baku Cycling Project \| + 0 s \| \| 8e \| Mattia Cattaneo \| Italie \| Androni-Sidermec-Bottecchia \| + 0 s \| \| 9e \| Egan Bernal \| Colombie \| Androni-Sidermec-Bottecchia \| + 0 s \| \| 10e \| Ian Boswell \| États-Unis \| Team Sky \| + 0 s \| |                   |            |                               |                 |
| |                   |            |                               |                 |
| Source : ProCyclingStats |                   |            |                               |                 |
| Classement de l'étape |                   |            |                               |                 |
| Coureur | Coureur           | Pays       | Équipe                        | Temps           |
| 1er | Lilian Calmejane  | France     | Direct Énergie                | 3 h 44 min 32 s |
| 2e | Rodolfo Torres    | Colombie   | Androni-Sidermec-Bottecchia   | + 0 s           |
| 3e | Florian Vachon    | France     | Fortuneo-Vital Concept        | + 0 s           |
| 4e | Matteo Busato     | Italie     | Wilier Triestina-Selle Italia | + 0 s           |
| 5e | Nicola Gaffurini  | Italie     | Sangemini-MG.Kvis             | + 0 s           |
| 6e | Jaime Rosón       | Espagne    | Caja Rural-Seguros RGA        | + 0 s           |
| 7e | Kirill Pozdnyakov | Azerbaijan | Synergy Baku Cycling Project  | + 0 s           |
| 8e | Mattia Cattaneo   | Italie     | Androni-Sidermec-Bottecchia   | + 0 s           |
| 9e | Egan Bernal       | Colombie   | Androni-Sidermec-Bottecchia   | + 0 s           |
| 10e | Ian Boswell       | États-Unis | Team Sky                      | + 0 s           |

## Classements finals

### Classement général final
| \| Classement général \| Classement général \| Classement général \| Classement général \| Classement général \| \| Coureur \| Coureur \| Pays \| Équipe \| Temps \| \| ------------------ \| ------------------ \| ------------------ \| ---------------------------- \| ------------------ \| \| 1er \| Lilian Calmejane \| France \| Direct Énergie \| 13 h 37 min 51 s \| \| 2e \| Toms Skujiņš \| Lettonie \| Cannondale-Drapac \| + 16 s \| \| 3e \| Egan Bernal \| Colombie \| Androni-Sidermec-Bottecchia \| + 48 s \| \| 5e \| Rodolfo Torres \| Colombie \| Androni-Sidermec-Bottecchia \| + 49 s \| \| 6e \| Ian Boswell \| États-Unis \| Team Sky \| + 1 min 04 s \| \| 7e \| Florian Vachon \| France \| Fortuneo-Vital Concept \| + 1 min 29 s \| \| 8e \| Romain Sicard \| France \| Direct Énergie \| + 1 min 37 s \| \| 9e \| Kirill Pozdnyakov \| Azerbaijan \| Synergy Baku Cycling Project \| + 1 min 54 s \| \| 10e \| Nicola Gaffurini \| Italie \| Sangemini-MG.Kvis \| + 2 min 04 s \| |                   |            |                              |                  |
| |                   |            |                              |                  |
| Sources : ProCyclingStats Cycling Quotient Cycling Archives |                   |            |                              |                  |
| Classement général |                   |            |                              |                  |
| Coureur | Coureur           | Pays       | Équipe                       | Temps            |
| 1er | Lilian Calmejane  | France     | Direct Énergie               | 13 h 37 min 51 s |
| 2e | Toms Skujiņš      | Lettonie   | Cannondale-Drapac            | + 16 s           |
| 3e | Egan Bernal       | Colombie   | Androni-Sidermec-Bottecchia  | + 48 s           |
| 5e | Rodolfo Torres    | Colombie   | Androni-Sidermec-Bottecchia  | + 49 s           |
| 6e | Ian Boswell       | États-Unis | Team Sky                     | + 1 min 04 s     |
| 7e | Florian Vachon    | France     | Fortuneo-Vital Concept       | + 1 min 29 s     |
| 8e | Romain Sicard     | France     | Direct Énergie               | + 1 min 37 s     |
| 9e | Kirill Pozdnyakov | Azerbaijan | Synergy Baku Cycling Project | + 1 min 54 s     |
| 10e | Nicola Gaffurini  | Italie     | Sangemini-MG.Kvis            | + 2 min 04 s     |

### Classements annexes
| Classement par points | Classement par points | Classement par points | Classement par points | Classement par points |
| Coureur               | Coureur               | Pays                  | Équipe                | Points                |
| --------------------- | --------------------- | --------------------- | --------------------- | --------------------- |

| Classement par points | Classement par points | Classement par points | Classement par points | Classement par points |
| Coureur               | Coureur               | Pays                  | Équipe                | Points                |
| --------------------- | --------------------- | --------------------- | --------------------- | --------------------- |

| Classement par équipes | Classement par équipes | Classement par équipes | Classement par équipes |
| Équipe                 | Équipe                 | Pays                   | Temps                  |
| ---------------------- | ---------------------- | ---------------------- | ---------------------- |

| Classement par équipes | Classement par équipes | Classement par équipes | Classement par équipes |
| Équipe                 | Équipe                 | Pays                   | Temps                  |
| ---------------------- | ---------------------- | ---------------------- | ---------------------- |

### UCI Europe Tour
Cette Semaine internationale Coppi et Bartali attribue des points pour l'UCI Europe Tour 2017, y compris aux coureurs faisant partie d'une équipe ayant un label WorldTeam. De plus la course donne le même nombre de points individuellement à tous les coureurs pour le Classement mondial UCI 2017.
| Position,          | 1er | 2e | 3e | 4e | 5e | 6e | 7e | 8e | 9e | 10e | 11e | 12e | 13e à 15e | 16e à 25e |
| Classement général | 125 | 85 | 70 | 60 | 50 | 40 | 35 | 30 | 25 | 20  | 15  | 10  | 5         | 3         |
| Par étape          | 14  | 5  | 3  |    |    |    |    |    |    |     |     |     |           |           |
| Leader, par étape  | 3   |    |    |    |    |    |    |    |    |     |     |     |           |           |

## Liste des participants
| Légende                             | Légende                                                                                                  | Légende                                | Légende                                                                                                  |
| ----------------------------------- | --- | -------------------------------------- | --- |
| Num                                 | Dossard de départ porté par le coureur sur cette Semaine internationale Coppi et Bartali                 | Pos                                    | Position finale au classement général                                                                    |
| Leader du classement général        | Indique le vainqueur du classement général                                                               | Leader du classement par points        | Indique le vainqueur du classement par points                                                            |
| Leader du classement de la montagne | Indique le vainqueur du classement de la montagne                                                        | Leader du classement du meilleur jeune | Indique le vainqueur du classement du meilleur jeune                                                     |
|                                     | Indique un maillot de champion national ou mondial, suivi de sa spécialité                               | #                                      | Indique la meilleure équipe                                                                              |
| NP                                  | Indique un coureur qui n'a pas pris le départ d'une étape, suivi du numéro de l'étape où il s'est retiré | AB                                     | Indique un coureur qui n'a pas terminé une étape, suivi du numéro de l'étape où il s'est retiré          |
| HD                                  | Indique un coureur qui a terminé une étape hors des délais, suivi du numéro de l'étape                   | *                                      | Indique un coureur en lice pour le classement du meilleur jeune (coureurs nés après le 1er janvier 1996) |

| Gazprom-RusVelo GAZ | Gazprom-RusVelo GAZ       | Gazprom-RusVelo GAZ |
| ------------------- | ------------------------- | ------------------- |
| Num                 | Coureur                   | Pos                 |
| 1                   | Sergey Firsanov (RUS)     |                     |
| 2                   | Ildar Arslanov (RUS)      |                     |
| 3                   | Artur Ershov (RUS)        | HD-1b               |
| 4                   | Alexander Foliforov (RUS) |                     |
| 5                   | Ivan Rovny (RUS)          |                     |
| 6                   | Artem Nych (RUS)          |                     |
| 7                   | Anton Vorobyev (RUS)      |                     |
| 8                   | Kirill Sveshnikov (RUS)   | HD-1a               |
| Directeur sportif : |                           |                     |

| Sky SKY             | Sky SKY                  | Sky SKY |
| ------------------- | ------------------------ | ------- |
| Num                 | Coureur                  | Pos     |
| 11                  | Elia Viviani (ITA)       |         |
| 12                  | Ian Boswell (USA)        |         |
| 13                  | David López García (ESP) |         |
| 14                  | Jonathan Dibben (GBR)    |         |
| 15                  | Kenny Elissonde (FRA)    |         |
| 16                  | Tao Geoghegan Hart (GBR) |         |
| 17                  |                          |         |
| 18                  |                          |         |
| Directeur sportif : |                          |         |

| Cannondale-Drapac CDT | Cannondale-Drapac CDT      | Cannondale-Drapac CDT |
| --------------------- | -------------------------- | --------------------- |
| Num                   | Coureur                    | Pos                   |
| 21                    | Nathan Brown (USA)         |                       |
| 22                    | William Clarke (AUS)       |                       |
| 23                    | Lawson Craddock (USA)      |                       |
| 24                    | Joe Dombrowski (USA)       |                       |
| 25                    | Toms Skujiņš (LAT)         |                       |
| 26                    | Taylor Phinney (USA) (Clm) |                       |
| 27                    | Tom-Jelte Slagter (NED)    |                       |
| 28                    |                            |                       |
| Directeur sportif :   |                            |                       |

| Dimension Data DDD  | Dimension Data DDD                        | Dimension Data DDD |
| ------------------- | ----------------------------------------- | ------------------ |
| Num                 | Coureur                                   | Pos                |
| 31                  | Omar Fraile (ESP)                         |                    |
| 32                  | Ryan Gibbons (RSA)                        |                    |
| 33                  | Igor Antón (ESP)                          |                    |
| 34                  | Merhawi Kudus (ERI)                       |                    |
| 35                  | Adrien Niyonshuti (RWA) (Clm)             |                    |
| 36                  | Reinardt Janse van Rensburg (RSA) (Route) |                    |
| 37                  | Serge Pauwels (BEL)                       |                    |
| 38                  | Jacobus Venter (RSA)                      |                    |
| Directeur sportif : |                                           |                    |

| Équipe nationale d'Italie ITA | Équipe nationale d'Italie ITA | Équipe nationale d'Italie ITA |
| ----------------------------- | ----------------------------- | ----------------------------- |
| Num                           | Coureur                       | Pos                           |
| 41                            | Manuel Senni (ITA)            |                               |
| 42                            | Mauro Finetto (ITA)           |                               |
| 43                            | Massimo Rosa (ITA)            |                               |
| 44                            | Daniel Savini (ITA)           |                               |
| 45                            | Giovanni Carboni (ITA)        |                               |
| 46                            | Alessio Brugna (ITA)          |                               |
| 47                            | Paolo Baccio (ITA)            |                               |
| 48                            | Nicola Conci (ITA)            |                               |
| Directeur sportif :           |                               |                               |

| Androni Giocattoli AND | Androni Giocattoli AND  | Androni Giocattoli AND |
| ---------------------- | ----------------------- | ---------------------- |
| Num                    | Coureur                 | Pos                    |
| 51                     | Davide Ballerini (ITA)  |                        |
| 52                     | Egan Bernal (COL)       |                        |
| 53                     | Mattia Cattaneo (ITA)   |                        |
| 54                     | Marco Frapporti (ITA)   |                        |
| 55                     | Francesco Gavazzi (ITA) |                        |
| 56                     | Matteo Malucelli (ITA)  |                        |
| 57                     | Rodolfo Torres (COL)    |                        |
| 58                     | Mattia Frapporti (ITA)  |                        |
| Directeur sportif :    |                         |                        |

| Wilier Triestina-Selle Italia WIL | Wilier Triestina-Selle Italia WIL | Wilier Triestina-Selle Italia WIL |
| --------------------------------- | --------------------------------- | --------------------------------- |
| Num                               | Coureur                           | Pos                               |
| 61                                | Manuel Belletti (ITA)             |                                   |
| 62                                | Julen Amézqueta (ESP)             |                                   |
| 63                                | Yonder Godoy (VEN)                |                                   |
| 64                                | Jakub Mareczko (ITA)              |                                   |
| 65                                | Ilia Koshevoy (BLR)               |                                   |
| 66                                | Daniel Martínez (COL)             |                                   |
| 67                                | Filippo Pozzato (ITA)             |                                   |
| 68                                | Matteo Busato (ITA)               |                                   |
| Directeur sportif :               |                                   |                                   |

| Nippo-Vini Fantini NIP | Nippo-Vini Fantini NIP     | Nippo-Vini Fantini NIP |
| ---------------------- | -------------------------- | ---------------------- |
| Num                    | Coureur                    | Pos                    |
| 71                     | Marco Canola (ITA)         |                        |
| 72                     | Giacomo Berlato (ITA)      |                        |
| 73                     | Alessandro Bisolti (ITA)   |                        |
| 74                     | Julián Arredondo (COL)     | AB-1a                  |
| 75                     | Iuri Filosi (ITA)          |                        |
| 76                     | Eduard-Michael Grosu (ROU) |                        |
| 77                     | Hideto Nakane (JPN)        |                        |
| 78                     | Ivan Santaromita (ITA)     |                        |
| Directeur sportif :    |                            |                        |

| Bardiani CSF BAR    | Bardiani CSF BAR        | Bardiani CSF BAR |
| ------------------- | ----------------------- | ---------------- |
| Num                 | Coureur                 | Pos              |
| 81                  | Vincenzo Albanese (ITA) |                  |
| 82                  | Marco Maronese (ITA)    |                  |
| 83                  | Giulio Ciccone (ITA)    |                  |
| 84                  | Stefano Pirazzi (ITA)   |                  |
| 85                  | Lorenzo Rota (ITA)      |                  |
| 86                  | Paolo Simion (ITA)      | HD-1a            |
| 87                  | Simone Sterbini (ITA)   |                  |
| 88                  | Edoardo Zardini (ITA)   |                  |
| Directeur sportif : |                         |                  |

| CCC Sprandi Polkowice CCC | CCC Sprandi Polkowice CCC | CCC Sprandi Polkowice CCC |
| ------------------------- | ------------------------- | ------------------------- |
| Num                       | Coureur                   | Pos                       |
| 91                        | Alan Banaszek (POL)       |                           |
| 92                        | Marcin Białobłocki (POL)  |                           |
| 93                        | Adrian Kurek (POL)        |                           |
| 94                        | František Sisr (CZE)      |                           |
| 95                        | Nikolay Mihaylov (BUL)    |                           |
| 96                        | Jonas Koch (GER)          |                           |
| 97                        | Jan Tratnik (SLO) (Route) |                           |
| 98                        | Branislau Samoilau (BLR)  |                           |
| Directeur sportif :       |                           |                           |

| Caja Rural-Seguros RGA CJR | Caja Rural-Seguros RGA CJR | Caja Rural-Seguros RGA CJR |
| -------------------------- | -------------------------- | -------------------------- |
| Num                        | Coureur                    | Pos                        |
| 101                        | Alex Aranburu (ESP)        |                            |
| 102                        | Rafael Reis (POR)          |                            |
| 103                        | Fabricio Ferrari (URU)     |                            |
| 104                        | Jon Irisarri (ESP)         |                            |
| 105                        | Jonathan Lastra (ESP)      |                            |
| 106                        | Justin Oien (USA)          |                            |
| 107                        | Josu Zabala (ESP)          |                            |
| 108                        | Jaime Rosón (ESP)          |                            |
| Directeur sportif :        |                            |                            |

| Direct Énergie DEN  | Direct Énergie DEN     | Direct Énergie DEN |
| ------------------- | ---------------------- | ------------------ |
| Num                 | Coureur                | Pos                |
| 111                 | Thomas Boudat (FRA)    |                    |
| 112                 | Lilian Calmejane (FRA) |                    |
| 113                 | Jonathan Hivert (FRA)  |                    |
| 114                 | Bryan Nauleau (FRA)    |                    |
| 115                 | Perrig Quéméneur (FRA) |                    |
| 116                 | Romain Sicard (FRA)    |                    |
| 117                 | Angélo Tulik (FRA)     |                    |
| 118                 | Thomas Voeckler (FRA)  |                    |
| Directeur sportif : |                        |                    |

| Fortuneo-Vital Concept FVC | Fortuneo-Vital Concept FVC | Fortuneo-Vital Concept FVC |
| -------------------------- | -------------------------- | -------------------------- |
| Num                        | Coureur                    | Pos                        |
| 121                        | Maxime Bouet (FRA)         |                            |
| 122                        | Brice Feillu (FRA)         |                            |
| 123                        | Armindo Fonseca (FRA)      |                            |
| 124                        | Romain Hardy (FRA)         |                            |
| 125                        | Arnold Jeannesson (FRA)    |                            |
| 126                        | Laurent Pichon (FRA)       |                            |
| 127                        | Eduardo Sepúlveda (ARG)    |                            |
| 128                        | Florian Vachon (FRA)       |                            |
| Directeur sportif :        |                            |                            |

| GM Europa Ovini GME | GM Europa Ovini GME      | GM Europa Ovini GME |
| ------------------- | ------------------------ | ------------------- |
| Num                 | Coureur                  | Pos                 |
| 131                 | Adriano Brogi (ITA)      |                     |
| 132                 | Antonio Di Sante (ITA)   |                     |
| 133                 | Sebastian Lander (DEN)   |                     |
| 134                 | Davide Pacchiardo (ITA)  |                     |
| 135                 | Antonio Parrinello (ITA) |                     |
| 136                 | Matteo Rotondi (ITA)     |                     |
| 137                 | Andrea Ruscetta (ITA)    |                     |
| 138                 | Marco Tizza (ITA)        |                     |
| Directeur sportif : |                          |                     |

| Sangemini-MG.Kvis SAN | Sangemini-MG.Kvis SAN            | Sangemini-MG.Kvis SAN |
| --------------------- | -------------------------------- | --------------------- |
| Num                   | Coureur                          | Pos                   |
| 141                   | Simone Bernardini (en) (ITA)     |                       |
| 142                   | Nicola Gaffurini (ITA)           |                       |
| 143                   | Michele Gazzara (ITA)            |                       |
| 144                   | Francesco Manuel Bongiorno (ITA) |                       |
| 145                   | Niccolò Salvietti (ITA)          |                       |
| 146                   | Michele Scartezzini (ITA)        |                       |
| 147                   | Paolo Totò (ITA)                 |                       |
| 148                   | Davide Orrico (ITA)              |                       |
| Directeur sportif :   |                                  |                       |

| D'Amico-Utensilnord AZT | D'Amico-Utensilnord AZT   | D'Amico-Utensilnord AZT |
| ----------------------- | ------------------------- | ----------------------- |
| Num                     | Coureur                   | Pos                     |
| 151                     | Ettore Carlini (ca) (ITA) |                         |
| 152                     | Nicola Genovese (ITA)     |                         |
| 153                     | Federico Canuti (ITA)     |                         |
| 154                     | Sebastián Caro (COL)      |                         |
| 155                     | Angelo Raffaele (ITA)     |                         |
| 156                     | Nicolas Samparisi (ITA)   |                         |
| 157                     | Fabio Tomassini (ITA)     |                         |
| 158                     | Angelo Vitiello (ITA)     |                         |
| Directeur sportif :     |                           |                         |

| Unieuro Trevigiani-Hemus 1896 UNI | Unieuro Trevigiani-Hemus 1896 UNI | Unieuro Trevigiani-Hemus 1896 UNI |
| --------------------------------- | --------------------------------- | --------------------------------- |
| Num                               | Coureur                           | Pos                               |
| 161                               | Abderrahim Zahiri (MAR)           |                                   |
| 162                               | José Daniel Viejo (ESP)           |                                   |
| 163                               | Mihail Mihaylov (BUL)             |                                   |
| 164                               | Marco Molteni (ITA)               |                                   |
| 165                               | Simone Ravanelli (ITA)            |                                   |
| 166                               | Nicolás Tivani (ARG)              |                                   |
| 167                               | Sergio Vega (ESP)                 |                                   |
| 168                               | Mattia Viel (ITA)                 |                                   |
| Directeur sportif :               |                                   |                                   |

| Kolss KLS           | Kolss KLS                        | Kolss KLS |
| ------------------- | -------------------------------- | --------- |
| Num                 | Coureur                          | Pos       |
| 171                 | Andriy Bratashchuk (UKR)         |           |
| 172                 | Vitaliy Buts (UKR)               |           |
| 173                 | Mykhailo Kononenko (UKR)         |           |
| 174                 | Vasyl Malynivskyi (UKR)          |           |
| 175                 | Oleksandr Polivoda (UKR) (Route) |           |
| 176                 | Oleksandr Prevar (UKR)           |           |
| 177                 | Llibert Sendrós (ESP)            |           |
| 178                 | Andriy Vasylyuk (UKR) (Clm)      |           |
| Directeur sportif : |                                  |           |

| Amore & Vita-Selle SMP-Fondriest AMO | Amore & Vita-Selle SMP-Fondriest AMO | Amore & Vita-Selle SMP-Fondriest AMO |
| ------------------------------------ | ------------------------------------ | ------------------------------------ |
| Num                                  | Coureur                              | Pos                                  |
| 181                                  | Besmir Banushi (ALB)                 |                                      |
| 182                                  | Marco Bernardinetti (ITA)            |                                      |
| 183                                  | Danilo Celano (ITA)                  |                                      |
| 184                                  | Pierpaolo Ficara (ITA)               |                                      |
| 185                                  | Redi Halilaj (ALB)                   |                                      |
| 186                                  | Uri Martins (MEX)                    |                                      |
| 187                                  | Yovcho Yovchev (BUL)                 |                                      |
| 188                                  | Marco Zamparella (ITA)               |                                      |
| Directeur sportif :                  |                                      |                                      |

| Tirol TIR           | Tirol TIR                   | Tirol TIR |
| ------------------- | --------------------------- | --------- |
| Num                 | Coureur                     | Pos       |
| 191                 | Clemens Frankhauser (AUT)   |           |
| 192                 | Filippo Fortin (ITA)        |           |
| 193                 | Benjamin Brkic (AUT)        |           |
| 194                 | Patrick Gamper (AUT)        |           |
| 195                 | Matthias Krizek (AUT)       |           |
| 196                 | Maximilian Kuen (AUT)       |           |
| 197                 | Alexander Wachter (AUT)     | HD-1b     |
| 198                 | Sebastian Schönberger (AUT) |           |
| Directeur sportif : |                             |           |

| Synergy Baku Project BCP | Synergy Baku Project BCP  | Synergy Baku Project BCP |
| ------------------------ | ------------------------- | ------------------------ |
| Num                      | Coureur                   | Pos                      |
| 201                      | Elgün Alizada (AZE)       |                          |
| 202                      | Elchin Asadov (AZE) (Clm) |                          |
| 203                      | Enver Asadov (AZE)        |                          |
| 204                      | Kanan Gahramanli (AZE)    | DSQ-1a                   |
| 205                      | Ismail Iliasov (AZE)      |                          |
| 206                      | Samir Jabrayilov (AZE)    |                          |
| 207                      | Kirill Pozdnyakov (RUS)   |                          |
| 208                      | Josip Rumac (CRO)         |                          |
| Directeur sportif :      |                           |                          |

| Minsk CC MCC        | Minsk CC MCC                 | Minsk CC MCC |
| ------------------- | ---------------------------- | ------------ |
| Num                 | Coureur                      | Pos          |
| 211                 | Aleh Ahiyevich (BLR)         |              |
| 212                 | Stanislau Bazhkou (BLR)      |              |
| 213                 | Oleksandr Golovash (UKR)     |              |
| 214                 | Kanstantsin Klimiankou (BLR) |              |
| 215                 | Siarhei Papok (BLR)          |              |
| 216                 | Raman Ramanau (BLR)          |              |
| 217                 | Yauhen Sobal (BLR)           |              |
| 218                 | Eduard Vorganov (RUS)        |              |
| Directeur sportif : |                              |              |

| Lokosphinx LOK      | Lokosphinx LOK             | Lokosphinx LOK |
| ------------------- | -------------------------- | -------------- |
| Num                 | Coureur                    | Pos            |
| 221                 | Alexander Evtushenko (RUS) |                |
| 222                 | Artem Samolenkov (RUS)     |                |
| 223                 |                            |                |
| 224                 | Dmitry Sokolov (RUS)       |                |
| 225                 | Mamyr Stash (RUS)          |                |
| 226                 | Dmitri Strakhov (RUS)      |                |
| 227                 | Alexander Vdovin (RUS)     |                |
| 228                 | Sergey Vdovin (RUS)        |                |
| Directeur sportif : |                            |                |

| Wiggins WGN         | Wiggins WGN                | Wiggins WGN |
| ------------------- | -------------------------- | ----------- |
| Num                 | Coureur                    | Pos         |
| 231                 | Scott Davies (GBR)         |             |
| 232                 | Leonardo Fedrigo (ITA)     |             |
| 233                 | Dylan Kerfoot-Robson (GBR) |             |
| 234                 | James Knox (GBR)           |             |
| 235                 | Christopher Latham (GBR)   |             |
| 236                 | Michael O'Loughlin (IRL)   |             |
| 237                 | Michael Thompson (GBR)     |             |
| 238                 | Oliver Wood (GBR)          |             |
| Directeur sportif : |                            |             |

| Bicicletas Strongman BSM | Bicicletas Strongman BSM | Bicicletas Strongman BSM |
| ------------------------ | ------------------------ | ------------------------ |
| Num                      | Coureur                  | Pos                      |
| 241                      | Jonathan Caicedo (ECU)   |                          |
| 242                      | Aristóbulo Cala (COL)    |                          |
| 243                      | Steven Calderón (COL)    |                          |
| 244                      | Óscar Sánchez (COL)      |                          |
| 245                      | Jonathan Millán (COL)    |                          |
| 246                      | Daniel Rozo (COL)        |                          |
| 247                      | Didier Sastoque (COL)    |                          |
| 248                      | Sebastián Tamayo (COL)   |                          |
| Directeur sportif :      |                          |                          |